# Алтайский край

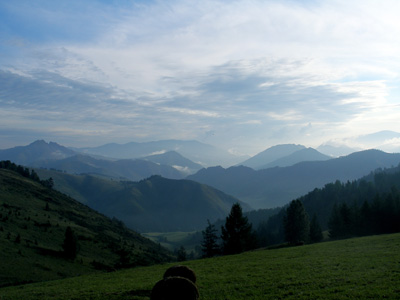
Бащелакский хребет в Чарышском районе

Алта́йский край — субъект Российской Федерации. Входит в Сибирский федеральный округ, является частью Западно-Сибирского экономического района.
Образован 28 сентября 1937 года. Административный центр — город Барнаул. Исторически краю предшествовала Алтайская губерния, образованная в 1917 году.
Граничит с Республикой Алтай, Новосибирской, Кемеровской областями России, Павлодарской, Абайской и Восточно-Казахстанской областями Республики Казахстан.

## Физико-географическая характеристика

### Географическое положение

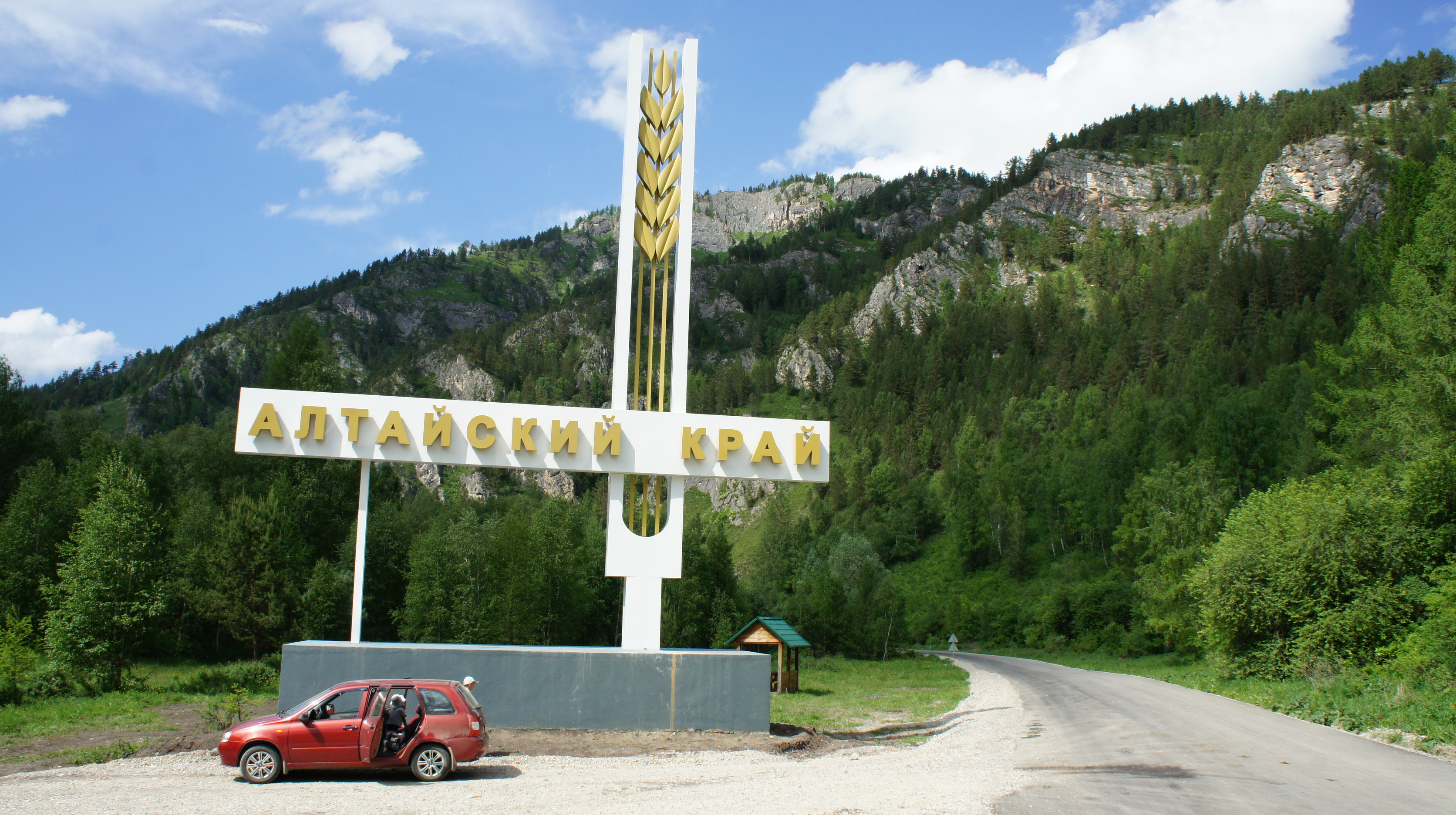
Въезд в Алтайский край со стороны Республики Алтай на границе Солонешенского и Усть-Канского районов

Алтайский край расположен на юго-востоке Западной Сибири между 50 и 55 градусами северной широты и 77 и 87 градусами восточной долготы. Протяжённость территории с запада на восток около 600 км, с севера на юг около 400 км. Расстояние от Барнаула до Москвы по прямой около 2940 км, по автомобильным дорогам около 3600 км.
Граничит на юге и западе с Восточно-Казахстанской, Абайской и Павлодарской областями Казахстана, на севере и северо-востоке с Новосибирской и Кемеровской областями, на юго-востоке — с Республикой Алтай.

### Часовой пояс
Алтайский край находится в часовой зоне МСК+4. Смещение применяемого времени относительно UTC составляет +7:00.
До 27 марта 2016 года находился в часовой зоне омское время (MSK+3; UTC+6), после чего регион в соответствии с поправками в федеральный закон «Об исчислении времени» перешёл в красноярское время (MSK+4; UTC+7). В этом часовом поясе край также находился до 28 мая 1995 года.

### Рельеф

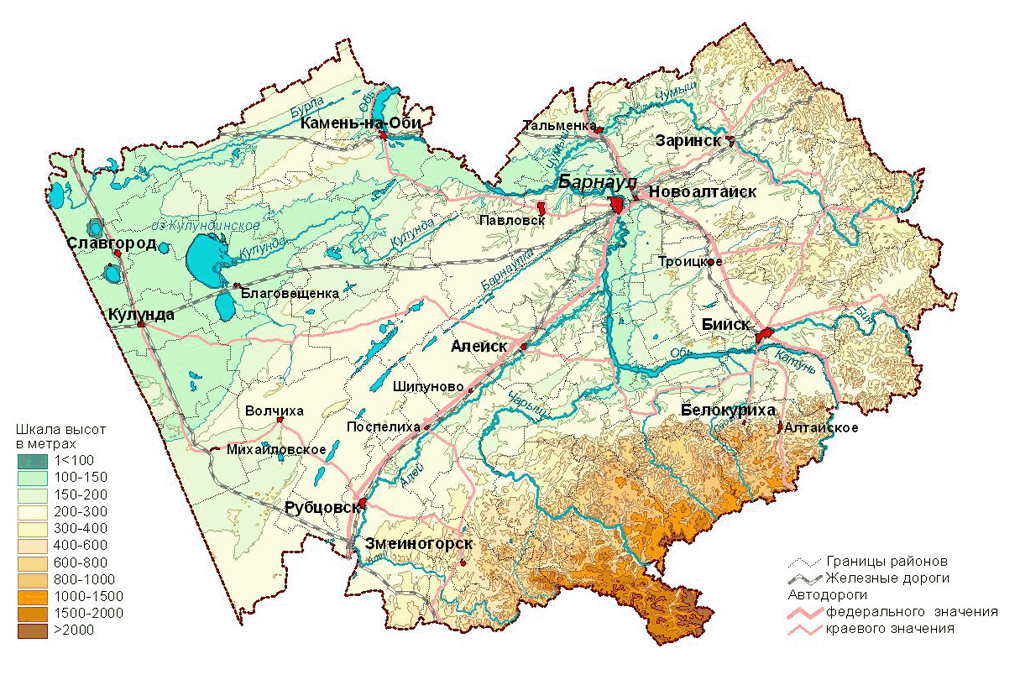
Физическая карта Алтайского края

Территория края относится к двум физическим странам: Западно-Сибирской равнине и Алтай — Саяны. Горная часть охватывает равнину с восточной и южной сторон — Салаирский кряж и предгорья Алтая. Западная и центральная части преимущественно равнинного характера: Приобское плато, Бийско-Чумышская возвышенность, Кулундинская равнина. В крае присутствуют почти все природные зоны России: степь и лесостепь, тайга и горы. Равнинная часть края характеризуется развитием степной и лесостепной природных зон, с ленточными борами, развитой балочно-овражной сетью, озёрами и колками.

### Климат
Климат существенно неоднородный, что обусловлено многообразием географических условий. Предгорная и приобская части края имеют умеренный климат, переходный к резко континентальному, который формируется в результате частой смены воздушных масс, поступающих из Атлантики, Арктики, Восточной Сибири и Средней Азии. Абсолютная годовая амплитуда температуры воздуха достигает 90—95 °C. Среднегодовые температуры — положительные, от +0,5 до +2 °C. Средние максимальные температуры июля +26…+28 °C, экстремальные достигают +40…+42 °C. Средние минимальные температуры января −20… −24 °C, абсолютный зимний минимум −50… −55 °C. Безморозный период продолжается около 120 дней. Наиболее сухой и жаркой является западная равнинная часть. Здесь климат местами резко континентальный. К востоку и юго-востоку происходит увеличение осадков от 230 мм до 600—700 мм в год. Среднегодовая температура повышается к юго-западу края. Благодаря наличию горного барьера на юго-востоке региона господствующий западно-восточный перенос воздушных масс приобретает юго-западное направление. В летние месяцы часты северные ветры. В 20—45 % случаев скорость ветров юго-западного и западного направлений превышает 6 м/с. В степных районах края с усилением ветра связано возникновение суховеев. В зимние месяцы в периоды с активной циклонической деятельностью в крае повсеместно отмечаются метели, повторяемость которых 30—50 дней в году.
Наиболее мягким климатом характеризуются Алтайский и Смоленский районы, а наиболее резким — Кулундинский и Ключевский районы. Наибольшие температуры воздуха в летний период наблюдаются в Угловском и Михайловском районах, наименьшие в зимний период — в Ельцовском, Залесовском, Заринском. Наибольшее количество осадков выпадает в Красногорском, Алтайском и Солонешенском районах, наименьшее — в Угловском районе и западной части Рубцовского района. Наибольшая среднегодовая скорость ветра наблюдается в Благовещенском районе, наименьшая — в Бийском.
Снежный покров устанавливается в среднем во второй декаде ноября, разрушается в первой декаде апреля. Высота снежного покрова составляет в среднем 40—60 см, в западных районах уменьшается до 20—30 см. Глубина промерзания почвы 50—80 см, на оголённых от снега степных участках возможно промерзание на глубину 2—2,5 м.

### Гидрография
Водные ресурсы Алтайского края представлены поверхностными и подземными водами. Наиболее крупные реки (из 17 тысяч): Обь, Бия, Катунь, Чумыш, Алей и Чарыш. Из 13 тысяч озёр самое большое: Кулундинское озеро, его площадь 728 км². Главная водная артерия края: река Обь длиной в пределах края 493 км, образуется от слияния рек Бии и Катуни. Бассейн Оби занимает 70 % территории края.

### Растительный и животный мир
Многообразие зональных и интразональных ландшафтов Алтайского края способствует видовому разнообразию животного мира. В фауне насчитывается 89 видов млекопитающих из 6 отрядов и 22 семейств, более 320 видов птиц из 19 отрядов, 9 видов пресмыкающихся, 7 видов земноводных, 1 вид круглоротых и 33 вида рыб.
Здесь произрастает около 2000 видов высших сосудистых растений, что составляет две трети видового разнообразия Западной Сибири. Среди них, представители эндемических и реликтовых видов. К особо ценным относятся: золотой корень (родиола розовая), маралий корень (рапонтикум сафлоровидный), красный корень (копеечник забытый), марьин корень (пион уклоняющийся), солодка уральская, душица, зверобой, девясил высокий и другие.
Лесной фонд занимает 26 % площади края. В 2020 произведён мониторинг леса на 1,9 млн га 19 тыс. км².
В общем лесной фонд 4,43 млн га, а сами леса занимают 3,88 млн га 38,8 тыс. км².

### Полезные ископаемые
Включают полиметаллы, поваренную соль, соду, бурый уголь, никель, кобальт, железную руду и драгоценные металлы. Алтай знаменит уникальными месторождениями яшмы, порфиров, мраморов, гранитов, охры, минеральными и питьевыми водами, природными лечебными грязями.

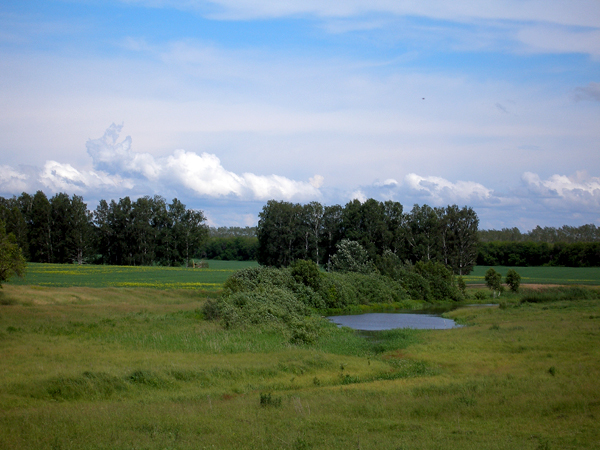
Берёзовые колки с озером, окружённые полем. Калманский район

### Экологическое состояние
Состояние атмосферного воздуха в значительной степени определяется размещением и концентрацией экологически активных отраслей материального производства, уровнем очистки производственных выбросов от загрязняющих веществ, сосредоточием и загруженностью транспортных магистралей. На предприятиях края газоочистными установками улавливается 64 % выделяемых в атмосферу загрязняющих веществ. В крае эксплуатируется более 560 тыс. автомобилей, выбросы вредных веществ которых составляют более 45 % от общего загрязнения атмосферного воздуха, в том числе: оксида углерода 69 %, оксидов азота 37 %, углеводородов 92 %.
Основными загрязнителями водных объектов края являются предприятия химии и нефтехимии, машиностроения, теплоэнергетики. Особую проблему представляет урон, наносимый малым рекам от обмеления и загрязнения. За счёт сокращения лесистости происходит увеличение водной эрозии, вызывающей обмеление русла. Многочисленные мелкие озёра подвергаются загрязнению хозяйственно-бытовыми стоками населённых пунктов и животноводческих комплексов.
Ряд населённых пунктов края официально признан пострадавшим от воздействия радиации в результате испытаний ядерного оружия на полигоне под Семипалатинском.
Кроме того, над территорией региона проходят траектории пусков ракет-носителей с космодрома Байконур, в результате чего продукты ракетного топлива и части сгоревших в атмосфере ступеней попадают на поверхность.

### Особо охраняемые природные территории

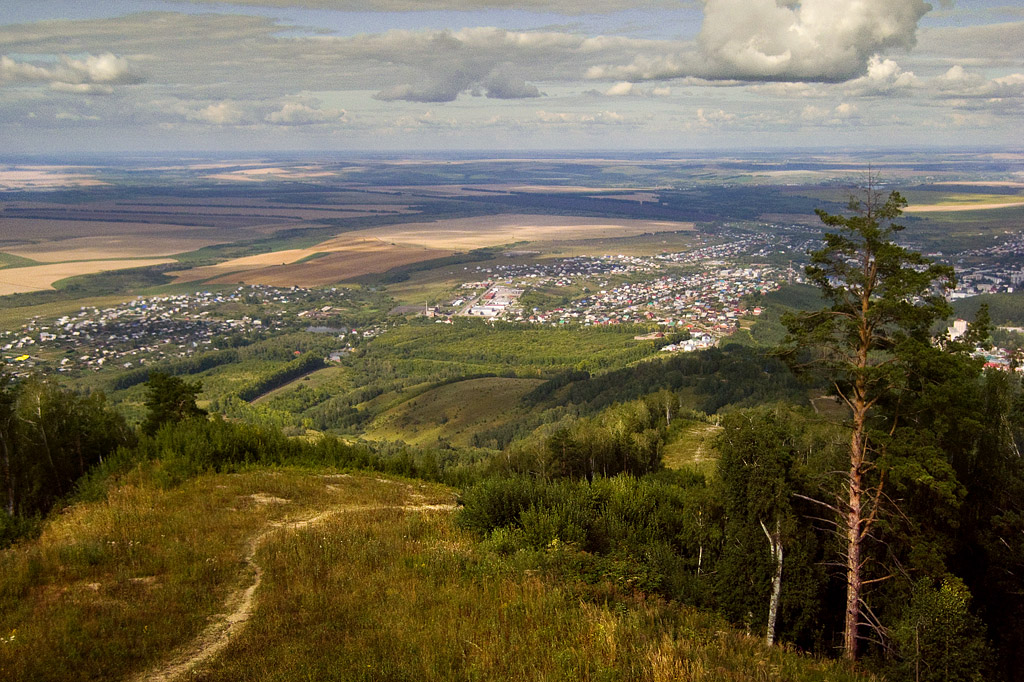
Вид на город-курорт Белокуриха с горы Церковки

В настоящее время практически не сохранились изначально естественные ландшафты, все они испытали воздействие хозяйственной деятельности или перенос веществ водными и воздушными потоками. Для сохранения разнообразия флоры и фауны планируется создание разветвлённой сети особо охраняемых природных территорий (ООПТ): заповедников, национальных парков, заказников, памятников природы.
На территории края существует две федеральные ООПТ — Тигирекский заповедник и национальный парк «Салаир», а региональные ООПТ представлены системой из 80 памятников природы, природными парками «Ая» и «Предгорья Алтая» и 35 государственными природными заказниками:
- Алеусский заказник
- Бащелакский заказник
- Благовещенский заказник
- Бобровский заказник
- Большереченский заказник
- Волчихинский заказник
- Егорьевский заказник
- Ельцовский заказник
- Завьяловский заказник
- Залесовский заказник
- Каскад водопадов на реке Шинок
- Касмалинский заказник
- Кислухинский заказник
- Корниловский заказник
- Кулундинский заказник
- Лебединый заказник
- Лифляндский заказник
- Локтевский заказник
- Мамонтовский заказник
- Михайловский заказник
- Ненинский заказник
- Обской заказник
- Озеро Большой Тассор
- Ондатровый заказник
- Панкрушихинский заказник
- Полуостров Струя
- Сары-Чумышский заказник
- Соколовский заказник
- Суетский заказник
- Тогульский заказник
- Уржумский заказник
- Урочище Ляпуниха
- Усть-Чумышский заказник
- Чарышский заказник
- Чинетинский заказник.

Общая площадь особо охраняемых природных территорий составляет 758,43 тыс. га или чуть менее 6 % площади края (мировой стандарт: 10 % от площади территории региона с развитым сельским хозяйством и промышленностью), что значительно ниже среднего показателя по России и недостаточно для поддержания ландшафтно-экологического равновесия в биосфере.
Министерством природных ресурсов и экологии Алтайского края постоянно проводится работа по выявлению новых мест произрастания растений и местообитаний животных, относящихся к редким или находящимся под угрозой исчезновения, в том числе с целью создания новых ООПТ.

## История
Заселение территории Алтайского края началось в палеолите, для которого известны стоянка «Карама», пещеры Окладникова, Денисова, Козья, Чагырская и Логово гиены. Были обнаружены останки представителей трёх видов человеческого рода: неандертальцы, человек разумный и денисовский человек. В Чагырской пещере нашли орудия западноевразийской микокской индустрии, попавшей в Сибирь со второй волной неандертальских мигрантов.

### Алтайский горный округ

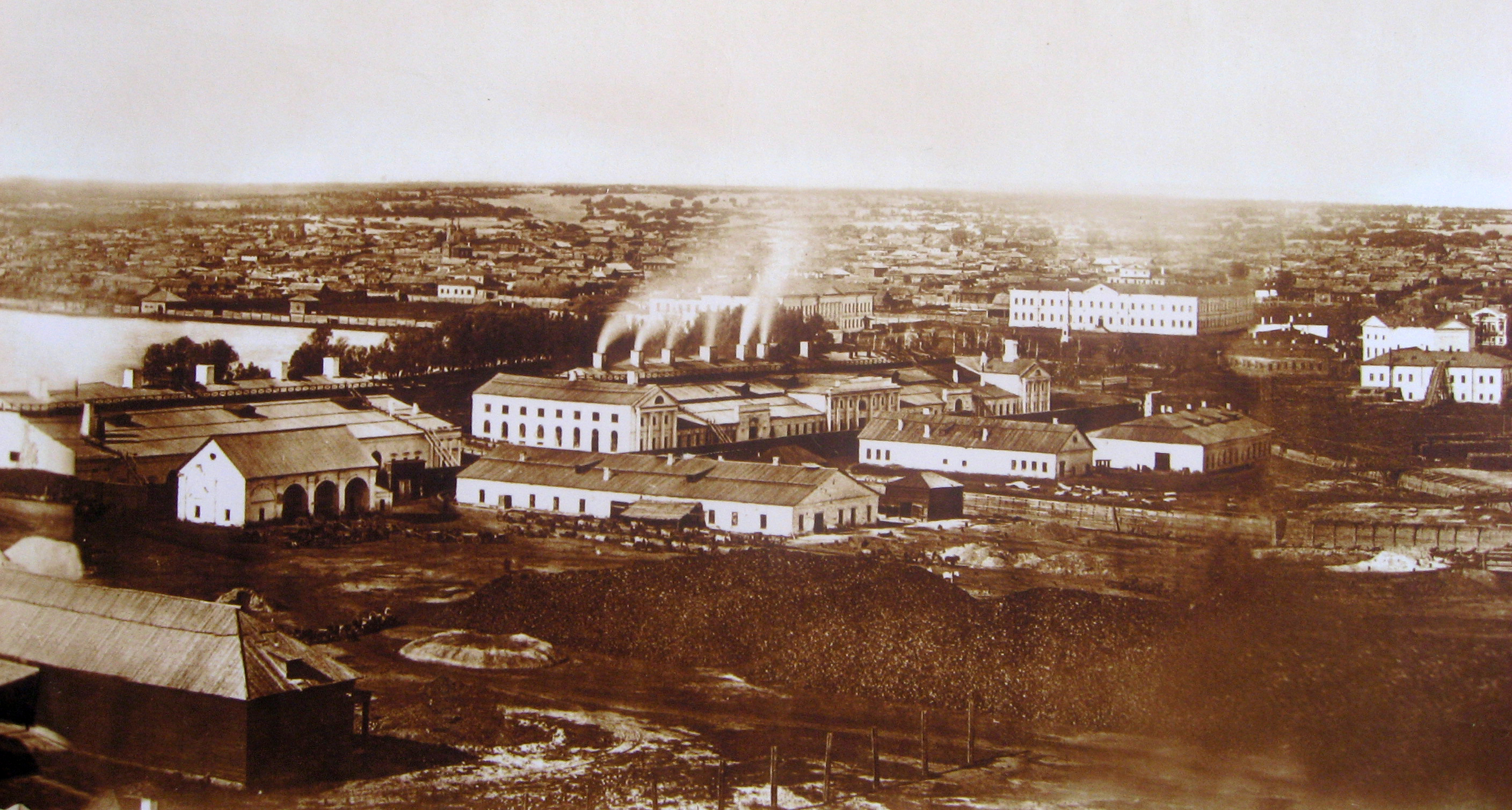
Барнаул в начале XX века

Заселение русскими Верхнего Приобья и предгорий Алтая началось во 2-й половине XVII века. Освоение территорий ускорилось после сооружения Бикатунской (1709) и Белоярской (1717) крепостей для защиты от воинственных джунгарских кочевников.
Одновременно на Алтай снаряжались поисковые партии с целью разведки ценных месторождений руды, первооткрывателями которых считают отца и сына Костылёвых. Позднее их открытиями воспользовался уральский заводчик Акинфий Демидов. В 1730-е годы у места впадения реки Барнаулки в Обь был основан посёлок при сереброплавильном заводе Демидова, названный Барнаул. В 1771 году Барнаул получил статус города, а статус столицы Алтайского края получил в 1937 году.
Ко второй половине XVIII века образовался Колывано-Воскресенский горный округ, территория которого включала современные Алтайский край, Новосибирскую и Кемеровскую области, часть Томской и Восточно-Казахстанской областей общей площадью свыше 500 тыс. км² и населением более 130 тыс. душ.
После смерти Демидова Император был собственником алтайских заводов, рудников, земель и лесов, главное управление ими осуществлял Кабинет, находившийся в Санкт-Петербурге. Костяк управления на месте составляли горные офицеры. Главную роль в производстве играли унтер-офицеры и техники, из рядов которых вышли талантливые мастера и изобретатели И. И. Ползунов, К. Д. Фролов, П. М. Залесов, М. С. Лаулин и др.
Горная промышленность, являвшаяся главной отраслью экономики округа, вступила после отмены крепостного права в 1861 году в полосу кризиса. С начала 1870-х годов стала неудержимо нарастать убыточность заводов, и к концу века почти все они были закрыты. Однако эта тенденция не коснулась предприятий золотодобычи региона, многие из которых, как золотопромышленное акционерное общество «Алтай», просуществовали вплоть до национализации после Октябрьской революции 1917 года.
В конце XIX века территория Алтая, нынешнего Алтайского края и Республики Алтай и входила в состав Томской губернии.

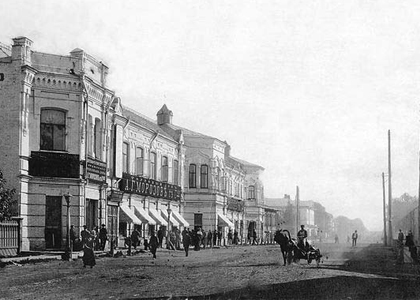
Купеческий период Барнаула

Постепенно основой экономики региона становилось сельское хозяйство. Наряду с возделыванием зерновых культур (пшеница, овёс, рожь) расширялись посадки картофеля, значительное развитие получило пчеловодство.
В начале XX века на первый план выходят молочное животноводство и маслоделие. Алтайское масло экспортировалось в страны Западной Европы.
В конце XIX века по северной части округа прошёл участок Транссиба, к 1915 году была построена Алтайская железная дорога, соединившая Ново-Николаевск (Новосибирск), Барнаул и Семипалатинск (Семей).
Совершенствовался водный транспорт. Столыпинская земельная реформа дала толчок переселенческому движению на Алтай, что в целом способствовало экономическому подъёму края.

### Советский период
Революция 1917 года и последующая гражданская война привели к установлению на Алтае советской власти. В июле 1917 года была образована Алтайская губерния с центром в Барнауле, которая просуществовала до 1925 года. С 1925 по 1930 год территория входила в Сибирский край (краевой центр — город Новосибирск), а с 1930 по 1937 год входила в Западно-Сибирский край (краевой центр — город Новосибирск). В 1937 году был образован Алтайский край (центр — город Барнаул).
Начавшаяся Великая Отечественная война потребовала перестройки работы всего хозяйства. Алтай принял более 100 эвакуированных предприятий из западных районов страны, в том числе 24 завода общесоюзного значения. В то же время край оставался одной из основных житниц страны, являясь крупным производителем хлеба, мяса, масла, мёда, шерсти и т. д. На его территории было сформировано 15 соединений, 4 полка и 48 батальонов. Всего на фронт ушло более 550 тыс. человек, из которых 283 тыс. погибли или пропали без вести.
В послевоенные десятилетия начался период массового освоения новой техники и технологий. Темпы роста промышленности края в несколько раз превышали среднесоюзные. Так, на заводе «Алтайсельмаш» в середине 1950-х годов вступила в строй первая в СССР автоматическая линия по производству лемехов, Бийский котельный завод впервые в истории котлостроения применил поточную линию по изготовлению барабанов котлов, а Барнаульский завод механических прессов внедрил конструкцию новых чеканочных прессов с давлением 1000—2000 тонн. К началу 1960-х годов в крае производилось более 80 % тракторных плугов и свыше 30 % грузовых вагонов и паровых котлов, выпускавшихся к этому времени в РСФСР.
Тогда же, в 1950—1960-е годы началось освоение целинных земель в западной степной части края. Всего было распахано 2,9 млн гектаров, создано 78 крупных совхозов. Для участия в этих масштабных работах на Алтай за несколько лет прибыло около 350 тыс. человек из разных регионов страны (Москва, Ленинград, Украина, Урал, Кубань), в том числе 50 тыс. молодых специалистов по комсомольским путёвкам. В 1956 году в регионе был собран рекордный урожай: более 7 млн тонн зерна, за что край был награждён орденом Ленина. Второй орден Ленина Алтайский край получил в 1970 году.
В 1970—1980-е годы произошёл переход от отдельно действовавших предприятий и отраслей к формированию территориально-производственных комплексов: аграрно-промышленных узлов, производственных и производственно-научных объединений. Были созданы Рубцовско-Локтевский, Славгородско-Благовещенский, Заринско-Сорокинский, Барнаульско-Новоалтайский, Алейский, Каменский и Бийский агропромышленные комплексы. В 1972 году началось строительство Алтайского коксохимического завода, а в 1981 году был получен первый кокс.

### Современный период
В 1991 году из состава Алтайского края вышла Горно-Алтайская автономная область, получившая государственную автономию.
После распада СССР краевая экономика вступила в затяжной кризис, связанный с потерей государственных заказов в промышленности и нерентабельностью сельскохозяйственного производства, который продолжался вплоть до начала 2000-х годов. Недовольство населения и вытекающие из этого политические настроения способствовали тому, что длительное время Алтайский край входил в так называемый «красный пояс», здесь во властных структурах большинство осталось за левыми силами. В 1996 году губернатором края стал неформальный лидер левых сил Александр Суриков, а его сподвижник Александр Назарчук занял место председателя Законодательного собрания.
Бюджет края был долгое время дефицитным, а экономика и социальный сектор поддерживались за счёт дотаций из федерального центра и кредитов. Так, например, за счёт Семипалатинской программы по компенсации ущерба от испытаний на ядерном полигоне было построено около 400 социальных объектов: амбулаторий, школ, больниц. Одно время бюджет Семипалатинской программы составлял треть бюджета края. Положительную роль сыграла газификация региона, начатая в 1996 году, были построены магистральные газопроводы, начался перевод котельных на новый вид топлива. За 14 лет было смонтировано более 2300 километров газораспределительных сетей.
В 2004 году на выборах губернатора Алтайского края одержал победу известный эстрадный артист и актёр кино Михаил Евдокимов. Через полтора года он погиб в автокатастрофе под Бийском. С 2005 по 2018 годы главой региона являлся Александр Карлин. В 2014 году он одержал победу на выборах в губернаторы, проведение которых было возобновлено в России после 2004 года. С сентября 2018 года губернатором Алтайского края является Виктор Томенко.

## Население

### Численность
Численность населения Алтайского края по данным Росстата составляет 2 099 186 чел. (2025). Плотность населения: 12,50 чел./км² (2025). Городское население: 
59,78 % (2022).

### Национальный состав
В Алтайском крае проживает более 100 национальностей: 94 % населения составляют русские, следующие по численности — немцы (2 %), украинцы (1,4 %); все остальные — 3 %.
По результатам Всероссийской переписи населения 2010, количественный национальный состав населения края был следующим:
- русские — 2 234 324 (93,9 %),
- немцы — 50 701 (2,2 %),
- украинцы — 32 226 (1,4 %),
- казахи — 7979 (0,3 %),
- армяне — 7640 (0,3 %),
- татары — 6794 (0,3 %),
- белорусы — 4591 (0,2 %),
- алтайцы — 1763 (0,1 %),
- кумандинцы — 1401 (0,1 %).

### Религия
В Алтайском крае действует множество религиозных общин. Самая крупная: православная. Существуют католические и лютеранские общины, возобновившие свою деятельность в 1960-е годы. Помимо этого, существуют приходы и объединения различных религиозных направлений: пятидесятников, евангельских христиан-баптистов, адвентистов седьмого дня, церкви Христа, общества сознания Кришны и др.

## Органы власти
Главой исполнительной власти Алтайского края является глава администрации края (губернатор). Правительство Алтайского края — исполнительный орган, правопреемник крайисполкома.
Представительный орган законодательной власти — Алтайское краевое Законодательное собрание. Состоит из 68 депутатов, избираемых населением края на выборах сроком на 5 лет: одна половина — по одномандатным избирательным округам, другая — по партийным спискам. Председатель Законодательного собрания — Александр Романенко. На прошедших в 2016 году выборах победу одержала партия «Единая Россия», получив 44 места в региональном парламенте; 6 человек представляют партию «Справедливая Россия»; 8 — КПРФ и 8 — ЛДПР.
В Государственной Думе 7 созыва (2016—2021) Алтайский край представляют 10 депутатов: от «Единой России» — Николай Герасименко, Виктор Зобнев, Даниил Бессарабов, Олег Быков, Валерий Елыкомов, Наталья Кувшинова, Иван Лоор, Александр Прокопьев; от «Справедливой России» — Александр Терентьев; от КПРФ — Сергей Шаргунов. В Совете Федерации работают 2 представителя региона — Сергей Белоусов и Александр Карлин.
См. также: Руководители Алтайского края

## Символика

### Флаг
Флаг Алтайского края представляет собой полотнище красного цвета с полосой синего цвета у древка и стилизованным изображением на этой полосе колоса жёлтого цвета, как символа сельского хозяйства. В центре флага воспроизведено изображение герба Алтайского края.

### Герб
Герб Алтайского края был утверждён в 2000 году. Представляет собой щит французской геральдической формы, основание которого равно восьми девятым высоты, с выступающим в середине нижней части щита остриём. Нижние углы щита закруглены. Он разделён горизонтальной полосой на 2 равные части. В верхней части герба на лазоревом фоне, символизирующем величие, изображена дымящаяся доменная печь XVIII века, как отражение исторического прошлого Алтайского края. В нижней части герба на красном (червлёном) фоне, символизирующем достоинство, храбрость и мужество, помещено изображение колыванской царицы ваз (яшма с преобладанием зелёного цвета), которая хранится в Государственном Эрмитаже. Щит герба обрамлён венком золотых колосьев пшеницы, олицетворяющих сельское хозяйство как ведущую отрасль экономики Алтайского края. Венок перевит лазоревой лентой.

## Административно-территориальное деление
На территории региона 12 городов, 1 ЗАТО, 59 сельских районов.
Населённые пункты с численностью населения более 10 тысяч человек
| Барнаул       | ↗621 598 |
| Бийск         | ↘179 211 |
| Рубцовск      | ↘121 698 |
| Новоалтайск   | ↘73 292  |
| Заринск       | ↘41 272  |
| Камень-на-Оби | ↘32 385  |
| Славгород     | ↘27 900  |
| Алейск        | ↘25 380  |

| Южный      | ↘18 098 |
| Тальменка  | ↘18 070 |
| Яровое     | ↗16 528 |
| Белокуриха | ↘14 735 |
| Павловск   | ↘13 850 |
| Кулунда    | ↗14 708 |
| Алтайское  | ↘14 068 |
| Горняк     | ↘10 112 |

| Шипуново     | ↘9810   |
| Поспелиха    | ↘10 423 |
| Благовещенка | ↘10 446 |
| Сибирский    | ↘10 520 |
| Михайловское | ↘8907   |
| Змеиногорск  | ↘9410   |
| Волчиха      | ↘8470   |

## Экономика

### Бюджет края
На 2024 год бюджет Алтайского края был запланирован по доходам на 164 939 млн рублей, по расходам на 189 017 млн рублей.
Государственный долг на 1 января 2025 года составил 14,8 млрд рублей, или 3,1 % по отношению к собственным доходам.
В 2020 году доходы бюджета составили 134 281 млн рублей, 125 процентов по отношению к соответствующему периоду прошлого года, в том числе налоговых и неналоговых доходов поступило 60 020 млн рублей, что на 4 процента больше, чем в соответствующем периоде прошлого года.
Расходы составили 128 947 млн рублей или 120 процентов по отношению к соответствующему периоду прошлого года. Таблица расходов в 2020 году.
| Направление                                                 | 2020 год — сумма, тыс. руб. |
| ----------------------------------------------------------- | --------------------------- |
| Общегосударственные вопросы                                 | 1 862 185                   |
| Национальная оборона                                        | 76 176                      |
| Национальная безопасность и правоохранительная деятельность | 903 438                     |
| Национальная экономика                                      | 21 967 583                  |
| Жилищно-коммунальное хозяйство                              | 5 203 820                   |
| Охрана окружающей среды                                     | 114 922                     |
| Образование                                                 | 29 045 093                  |
| Культура, кинематография                                    | 1 740 677                   |
| Здравоохранение                                             | 16 606 844                  |
| Социальная политика                                         | 43 712 418                  |
| Спорт и физическая культура                                 | 1 330 201                   |
| Средства массовой информации                                | 222 288                     |
| Обслуживание государственного и муниципального долга        | 1 853                       |
| Межбюджетные трансферты                                     | 6 159 958                   |

Источники доходов краевого бюджета в 2020 году:
| Источник                       | 2020 год — сумма, тыс. руб. |
| ------------------------------ | --------------------------- |
| Налоговые и неналоговые доходы | 60 020 192                  |
| Средства федерального бюджета  | 73 331 461                  |

#### Кредитный рейтинг
В 2020 году рейтинговое агентство АКРА присвоило Алтайскому краю рейтинговую оценку A+(RU) со стабильным прогнозом. Рейтинг подтверждался дважды в год (2020-2024), а в 2025 был повышен до AA-(RU).

### Сельское хозяйство

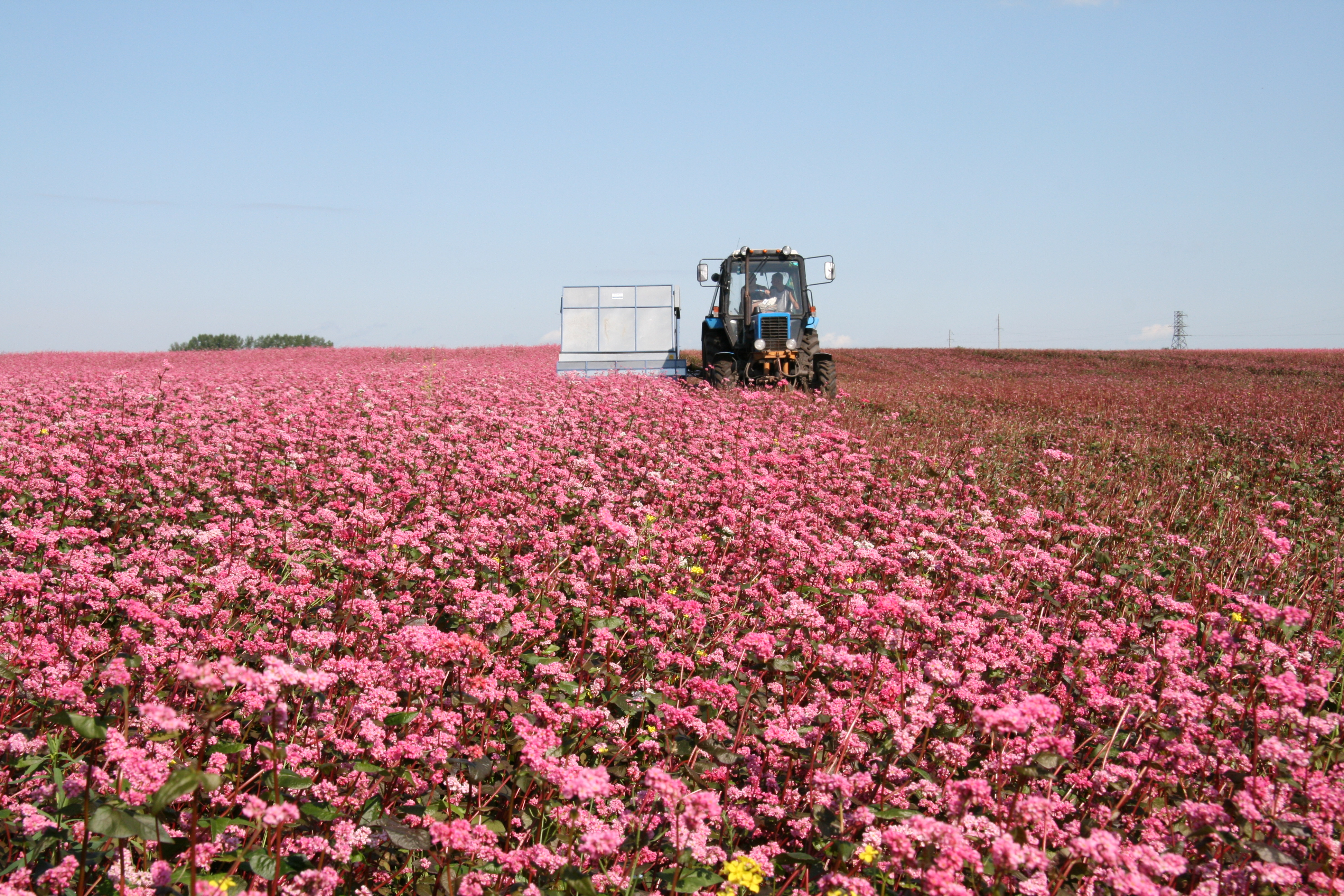
Обработка поля гречихи в Алтайском крае.

Алтайский край является самым крупным аграрным регионом России. Здесь традиционно производится зерно, молоко, мясо, выращивается сахарная свёкла, подсолнечник, лён масличный, лён-долгунец, хмель, рапс и соя.
В 1954—1960 годах в крае было освоено около 3 млн га целинных и залежных земель. Общая земельная площадь сегодня составляет почти 16 млн га, из которых 40 % занимают сельскохозяйственные угодья. Из-за ухудшения экономического положения большинства сельских товаропроизводителей, 125,3 тыс. га пашни не обрабатывается и учитывается как залежи.
Алтайский край — это семь почвенно-климатических зон. Алтайский край занимает и территорию горных районов, а также степные и лесные зоны. Преобладают чернозёмы, серые лесные и каштановые почвы, которые занимают около 80 % территории. Общая площадь земельного фонда края составляет 15799,6 тыс. га. Распаханность земель — 40,6 %. Орошается 105,7 тыс. га, из них 99,5 тыс. га — на пашне. В регионе 8,5 тыс. га осушаемых земель, главным образом в поймах рек лесостепной зоны, основная доля находится в кормовых угодьях — 7,3 тыс. га. Существует устойчивая проблема дефицита органического вещества, возникающая по причине использования паров, перенасыщения севооборотов пропашными и зерновыми колосовыми культурами, а также крайне низким уровнем применения органических удобрений. Обеспеченность фосфором имеет только половина пашни, треть не обеспечена калием, почти повсеместно недостаток азотных удобрений и недостаточно обеспечены цинком, серой, кобальтом и молибденом. Подкисление почв на 15 % пашни, а 600 тыс. га пашни засолённые или солонцеватые почвы.
Наиболее благоприятными для ведения сельского хозяйства являются районы так называемой Бийской зоны: Бийский, Зональный, Смоленский, Быстроистокский и Троицкий, а также предгорные: Красногорский, Алтайский, Советский и, частично, Солонешенский. Здесь сосредоточены богатые чернозёмом почвы, выпадает достаточное количество осадков, однако много участков с неблагоприятным рельефом местности. Благоприятны для сельского хозяйства и ближайшие к Барнаулу районы: Павловский, Калманский, Ребрихинский, Косихинский. Здесь почвы несколько хуже чем в Бийской зоне, однако увлажнение почвы также достаточное, а рельеф благоприятный. Большинство районов степной зоны не обладают таким сочетанием благоприятных условий, но тем не менее пригодны для культивирования зерновых культур и сахарной свёклы, а также для животноводства. Неблагоприятными для ведения сельского хозяйства являются районы крайнего юга и юго-запада края (Угловский, Михайловский, Егорьевский, Кулундинский) по причине частых засух, суховеев, засорённости угодий ковылём, отдалённости источников водоснабжения и восточные районы края (Тогульский, Ельцовский, Солтонский, Заринский) по причине недостаточного количества пахотных земель из-за обилия лесов и тайги, увалистого рельефа местности, сильной заболоченности.
В 2010 году край занимал лидирующую позицию среди регионов Сибирского ФО по выпуску продукции сельского хозяйства. В процентном соотношении от общего объёма по федеральному округу доля региона составляет 23 %. В частности, увеличилось производство мяса, молока, яиц. По сравнению с данными за 2020 год индекс сельхозпроизводства в крае — 108,5 %.
За счёт высоких цен, сложившихся на зерновом рынке, алтайские аграрии смогли заработать даже на небольшом урожае. К началу декабря 2020 года цена продовольственной пшеницы третьего класса достигала 15-16,5 тысячи рублей за тонну, тогда как в прошлом году она едва доходила до одиннадцати тысяч. Гречиха подорожала в полтора раза — до 35-37 тысяч рублей за тонну вместо прошлогодних 22-24 тысяч. В 2020 году объём чистой прибыли агропредприятий в Алтайском крае превысил 18 млрд рублей, что почти на 40 % выше показателей прошлого года, рост достигнут в основном за счёт растениеводства. С учётом субсидий, рентабельность сельхозпредприятий на уровне 30 % (в 2019 было 22 %, максимально в 2016 26,1 %)/
В 2020 прибыль сельского хозяйства составила 143,3 млрд р. Чистая прибыль составила +18 млрд р.
Животноводство
На 1 августа 2021 года в хозяйствах всех категорий поголовье крупного рогатого скота составило 690,2 тыс. голов (на 5,7 % меньше по сравнению с аналогичной датой предыдущего года), из него 293,4 тыс. голов коров (на 3,8 % меньше), свиней 417,5 тыс. голов (на 7,9 % меньше), овец и коз 196,1 тыс. голов (на 10,3 % меньше). В структуре поголовья скота на хозяйства населения приходилось 42,4 % поголовья крупного рогатого скота, 60,0 % — свиней, 75,6 % — овец и коз (на 1 августа 2020 года соответственно 41,5 %, 61,5 %, 77,5 %).
В сельскохозяйственных организациях на 1 августа 2021 года поголовье крупного рогатого скота сократилось на 7,5 %, из него коров на 4,8 %, поголовье свиней — на 2,5 %, овец и коз — на 4,0 %, поголовье птицы на 37,1 %. Надой молока на одну корову в сельскохозяйственных организациях (без субъектов малого предпринимательства) составил 3234 килограмма (в январе-июле 2020 года — 3332 килограмма), яйценоскость одной курицы-несушки — 192 яйца (185 яиц).
Алтайский край входит в пятёрку регионов России по поголовью крупного рогатого скота (705,6 тысяч голов) и на 4-м месте среди регионов по объёмам производства молока. Молока произведено более 1210 тыс. тонн (100,5 % к 2019), скота и птицы на убой 276 тыс. тонн (101,1 % к уровню 2019 года), яиц — впервые более 1 млрд штук (101,6 %).
В 2020 году средний надой молока на корову 4477 кг (+99 кг за год), из них сельхозорганизации 5223 кг (+277 кг), КФХ 3730 кг (+200 кг), хозяйства населения 4021 кг (-45 кг).
По данным бонитировки за 2020 год в Алтайском крае разводились 4 породы молочно-мясного скота и 2 типа. Симментальская порода разводилась в 43 степных, предгорных и горных районах края, её доля в структуре краевого дойного стада 37,2 %. Чёрно-пестрая порода и приобский тип распространены в 25 районах, на её долю приходится 32,9 % стада. Красная степная порода и массив кулундинского типа этой породы разводились в 17 районах степной зоны края, её доля — 22,8 % от поголовья молочного скота. Красно-пёстрая порода разводилась в 2 районах края, составляет 8,0 % от поголовья молочного скота. Удельный вес чистопородных животных 97,8 %.
Перечень племенных и генофондных предприятий Алтайского края.
Растениеводство
Алтайский край — аграрный регион с самой большой пашней в РФ в 6,5 млн га. Общие посевные площади в 2021 году составили 5,2 млн га. Зерновыми и зернобобовыми занято порядка 3,3 млн га. По сбору зерновых регион занимает четвёртое место в стране и первое среди регионов, расположенных за Уралом.
Овощеводство и картофелеводство обеспечивают потребности местного населения. Плантации распространены на всей территории края, но в основном, сосредоточены в специализированных хозяйствах вблизи Барнаула, Бийска и Рубцовска. В 2020 посадили более 4000 га (40 км²) картофеля, сред. урожайность ~170 ц/га (17 т/га 170 т/км²). Промышленным производством плодов и ягод занимаются хозяйства объединения «Сады Алтая».
В 2023 году посеяно 15 тысяч гектаров кукурузы на зерно в более чем 20 районах. Во многих районах урожайность составляет от 60 до 90 центнеров с гектара, а в степных районах, таких как Хабарский и Михайловский, — 30-50 ц/га.
В 2022 году урожай зерновых и зернобобовых культур превысил ожидания и достиг 5,948 миллиона тонн. Гречихи произведено 807 тысяч тонн (+130 тысяч тонн к 2021). Масличных культур намолочено 1,765 миллиона тонн. Отмечен существенный рост производства льна и рапса. Высокая урожайность озимых зерновых в Усть-Калманском (44,7 ц/га), Зональном (42,9 ц/га), Быстроистокском (40,7 ц/га), Алтайском (36,6 ц/га), Кытмановском (34,3 ц/га), Косихинском (33,2 ц/га) и Залесовском (33,2 ц/га) районах.
С 2022 года в Алтайском крае районировали сорта яровой мягкой пшеницы — Гонец и Юнион, а также сорта яровой твёрдой пшеницы — Шукшинка и АТП Прима, созданные алтайскими селекционерами. Новые сорта являются более урожайными в сравнении со стандартами и имеют устойчивость к болезням и вредителям. При средней урожайности современных сортов 31,5 ц/га, сорт твёрдой пшеницы Шукшинка сформировал урожай 39,6 ц/га, АТП Прима — 49,7 ц/га. При этом новые сорта имеют лучше показатели качества, ценные для производства макарон — упруго-эластичные свойства клейковины и цвет макарон.
| тыс. гектар | 7669 | 6380 | 5832,6 | 5344,9 | 5191,3 | 5149,3 | 5394,3 | 5175,8 |

### Промышленность

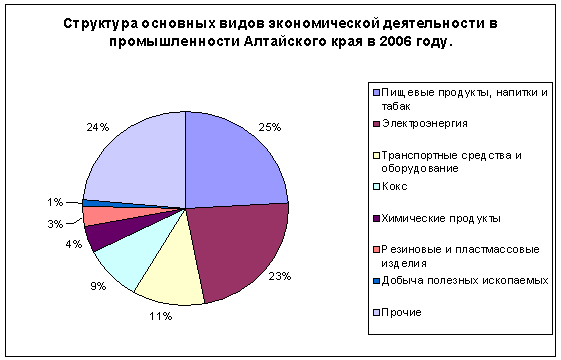
Структура промышленности Алтайского края (2007)

Основную роль в промышленности занимает машиностроение (гусеничные тракторы и плуги, паровые котлы и грузовые вагоны, дизельные двигатели и шины, кузнечно-прессовые машины и буровые станки, генераторы для тракторов и автомобилей). Значительную часть составляет продукция предприятий оборонного комплекса. Весомую роль играет пищевая промышленность, сосредоточенная на переработке зерна, производстве мясо-молочной продукции, выпуске алкогольных и безалкогольных напитков. В крае развита и обрабатывающая промышленность.
Крупнейшие предприятия:, АО «Сибирь-Полиметаллы», "ПАО «Барнаултрансмаш», ООО «Барнаульский завод механических прессов», ПАО «Алтайвагон», ПАО «Алтайкокс», ОАО «РМЗ», ПАО «Иткульский спиртзавод», ЗАО «Рубцовский завод запчастей», АО «ФНПЦ „Алтай“», ООО «Рубцовский ЛДК», ЗАО «Эвалар». www.evalar.ru. Дата обращения: 31 декабря 2024., ФКП "Бийский олеумный завод, ООО «Алтайская соледобывающая компания», ЗАО «Алейскзернопродукт им. С. В. Старовойтова» ЗАО «Рубцовский молочный завод» филиал АО «Вимм-Билль-Данн», АО «Мельник», ОАО «АСМ-запчасть»
Данные предприятия преимущественно расположены в городах: Рубцовск, Барнаул, Заринск и других.
Менее развиты отрасли химии и нефтехимии. Основную долю в них занимает Кучуксульфатный комбинат в пгт. Степное Озеро, который производит сульфат натрия с частичной переработкой его в сернистый натрий, используемый в цветной металлургии и лёгкой промышленности, а также ФКП «Бийский олеумный завод» специализирующийся на производстве промышленных ВВ, олеума, серной кислоты и электролитов, присадки к дизельному топливу, модификатора бетонов.
В инновационной стратегии развития города Бийска как наукограда наряду с оборонным центром и полюсом нанотехнологий, одним из полюсов роста является Алтайский биофармацевтический кластер, ориентированный на решение государственной стратегической задачи импортозамещения лекарственных средств.
Данное направление является важным звеном инвестиционного проекта «Комплексное развитие Алтайского Приобья», вошедшего в перечень первоочередных инвестиционных проектов Стратегии социально-экономического развития Сибири до 2020 года, утверждённой распоряжением Правительства Российской Федерации от 5 июля 2010 г. № 1120-р.

### Энергетика
По состоянию на конец 2018 года, на территории Алтайского края эксплуатировались 11 тепловых электростанций общей мощностью 1537,5 МВт. В 2018 году они произвели 6896 млн кВт⋅ч электроэнергии.
Уровень развития экономики края в значительной степени определяет состояние электроэнергетики. Её основа тепловые электростанции: в Барнауле: ТЭЦ-2 и ТЭЦ-3, Бийске: ТЭЦ, Рубцовске: ТЭЦ бывшего тракторного завода, ЮТС. Работают они на углях Кузнецкого, Нерюнгринского, Канско-Ачинского месторождений, а котельные на мазуте. С приходом природного газа, часть котельных была заменена на газовые (по линии Барнаул — Бийск — Белокуриха).
В крае вырабатывается лишь половина необходимого количества электроэнергии, остальное он получает из Объединённой энергосистемы Сибири.

### Торговля
Внешнеторговый оборот Алтайского края за 2009 год составил 1 124 449,9 тыс. долларов США и по сравнению с 2008 годом уменьшился на 43,1 %. При этом экспорт составил 764 080,2 тыс. долларов (57,2 % к уровню 2008 года), импорт — 360 369,7 тыс. долларов (56,1 % к уровню 2008 года).
Основными партнёрами из стран СНГ в 2008 году выступали Казахстан, Украина, Узбекистан, Таджикистан, Кыргызстан, Туркменистан, Азербайджан, из стран дальнего зарубежья: Бельгия, Иран, Китай, США, Германия, Афганистан, Монголия, Италия и Япония. Основные торговые партнёры в межрегиональной торговле: Кемеровская, Омская, Липецкая, Новосибирская, Свердловская, Челябинская и Иркутская области, город Москва и Республика Башкортостан. Крупнейшие участники внешнеэкономической деятельности: компании «Алтай-кокс», «Алтайвагон», «Барнаульский патронный завод», «Кучуксульфат», «Алтайский шинный комбинат», «Эвалар», «Алтай-форест» и «Валерия». Основные статьи экспорта: кокс, пиломатериалы, котельное оборудование, вагоны, мука, алюминиевые сплавы, охотничьи и спортивные патроны.
Большую долю экспорта занимает продажа продукции зерноперерабатывающей отрасли. Одним из крупных экспортёров данной продукции является компания «Алтайские мельницы», которая была основана в 2008 году для консолидированного продвижения продуктов зернопереработки на мировой рынок.
Крупные игроки рынка розничной торговли представлены местными и федеральными торговыми сетями «Аникс», «Форне», «Детский мир», «Лента», «М.Видео», «Мария-Ра», «Новэкс», «Сибвез», «Спортмастер», «Холидей Классик», «Эльдорадо».

### Туризм
В последние годы в экономике Алтайского края увеличивается роль туризма и связанной с ним сферой услуг. Турпоток в Алтайском крае за 2023 год увеличился на 5% (в сравнении с 2022), до 2,3 млн человек и сохраняет отметку более чем в 2 млн туристов уже несколько лет. .
В крае расположены курорт Белокуриха - многократный обладатель звания «Лучший курорт федерального значения», развиваемые туристско-рекреационные зоны «Бирюзовая Катунь» и «Сибирская монета». Другие популярные места отдыха в крае: солёные озёра на западе края (Яровое, Завьяловский район), предгорные районы (Алтайский, Курьинский, Змеиногорский). Также развиваются направления конного и горнолыжного отдыха. С 2019 года Алтайский край реализует на своей территории федеральный проект «Гастрономическая карта России», направленный на продвижение блюд современной региональной кухни. За 2024 год в развитие туризма в крае было вложено более 2.9 млрд рублей.

По данным управления Алтайского края по развитию туризма и курортной деятельности, по состоянию на 2020 год, на территории Алтайского края действуют 41 санаторно-курортное учреждение, 305 гостинниц и  иных коллективных средств размещения, 164 турбазы и организации отдыха,180 гостевых домов. А их единовременная вместимость составляет порядка 50 тыс. мест.

### Транспорт

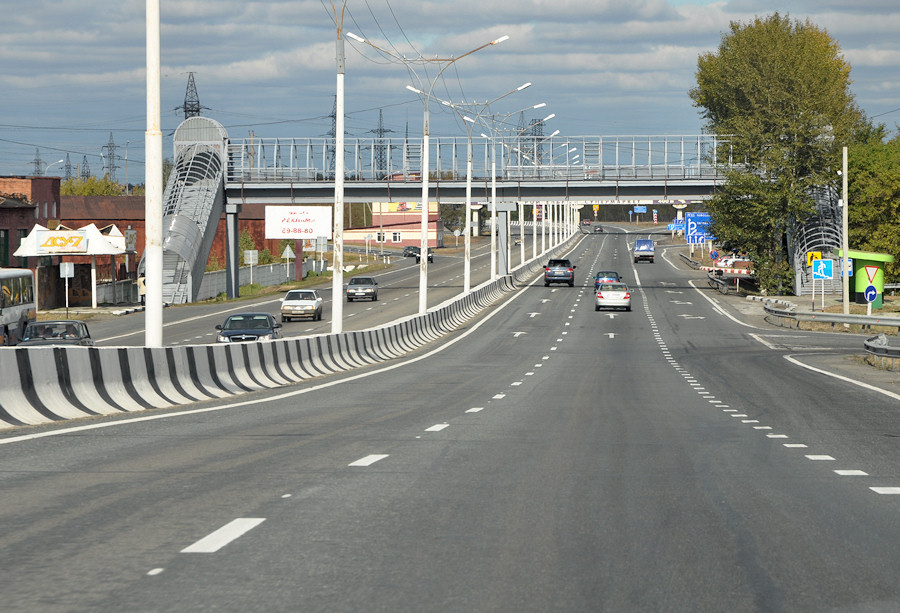
Федеральная автодорога Р-256 «Чуйский тракт»

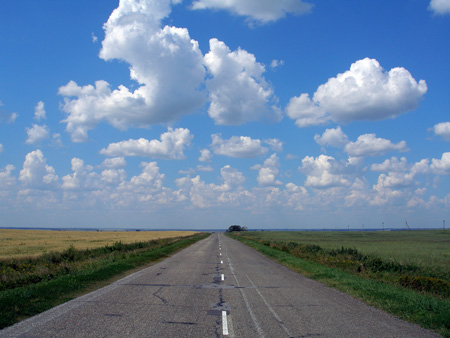
Федеральная автодорога А-322 в Алейском районе

На Алтае развита сеть железных дорог. Их общая протяжённость составляет 1803 км. 866 км — железнодорожные пути промышленных предприятий. В дореволюционный период действовали линии Барнаул — Семипалатинск протяжённостью около 650 км и Барнаул — Бийск протяжённостью около 150 км. До 1945 года были построены магистрали Славгород — Кулунда — Павлодар и Локоть — Усть-Каменогорск, в послевоенные годы — участки южно-сибирского (Кулунда — Барнаул — Артышта) и среднесибирского (Барнаул — Камень-на-Оби — Карасук) направлений.
Самая протяжённая линия края — Западно-Сиби́рская железная дорога, по которой осуществляются транзитные перевозки грузов из восточных районов России в Среднюю Азию (основная ветка железнодорожного транспорта Алтайская — Барнаул — Алейская — Рубцовск — Локоть). По Южно-Сибирской магистрали идут транзитные потоки грузов в западные районы России и центральные регионы Казахстана. Самые крупные железнодорожные станции: Алтайская, Локоть, Рубцовск, Барнаул, Заринская, Алейская, Бийск, Кулунда.
Длина автомобильных дорог общего пользования составляет 15,5 тыс. км. Все районные центры связаны с Барнаулом автомобильными дорогами с твёрдым покрытием. По территории края проходят федеральные трассы:
- Р-256 «Чуйский тракт» Новосибирск — Бийск — государственная граница с Монголией,
- А-322 Барнаул — Рубцовск — государственная граница с Республикой Казахстан.
- А-321 Барнаул—Павловск— граница с Республикой Казахстан. Пассажирский транспорт общего пользования обслуживает 78 % всех населённых пунктов. Трамваи и троллейбусы действуют в Барнауле (см. Барнаульский трамвай, Барнаульский троллейбус), Бийске (см. Бийский трамвай), Рубцовске (см. Рубцовский троллейбус) — единственный город в крае с рентабельностью и основной долей пассажиропотока на электротранспорте. На рынке автоперевозок работают 12,5 тысяч (2006) предприятий, которые обеспечивают 886 маршрутов, из них 220 — городские, 272 — пригородные и 309 — междугородние. Кроме того, действуют 8 автовокзалов и 47 пассажирских автостанций.

Барнаульский аэропорт осуществляет воздушное сообщение с 30 городами других регионов страны и зарубежьем.
Общая длина судоходных линий около 650 км из них по состоянию на 2020 год постоянно эксплуатируются около 450 км. В зоне потенциального водно-транспортного обслуживания находится шестая часть территории края с населением примерно 1 млн человек. Судоходство развито по рекам Оби, Бии (до Бийска), Катуни (до Шульгинки). В 1950-х — 1980-х годах было развито активное малое судоходство по Чумышу (до Тальменки), Чарышу (до Калманки) и низовьям Алея (до Усть-Алейки). Основная категория грузов: строительные материалы и каменный уголь. До середины 1990-х годов массово также перевозилось зерно и лес (до запрета лесосплава). На реках действуют специализированные пристани и речные вокзалы (Барнаул, Камень-на-Оби). Основные порты: Бийский и Барнаульский. По состоянию на 2020 год в эксплуатации находится около 30 буксирных судов типа РТ.

## Наука и образование

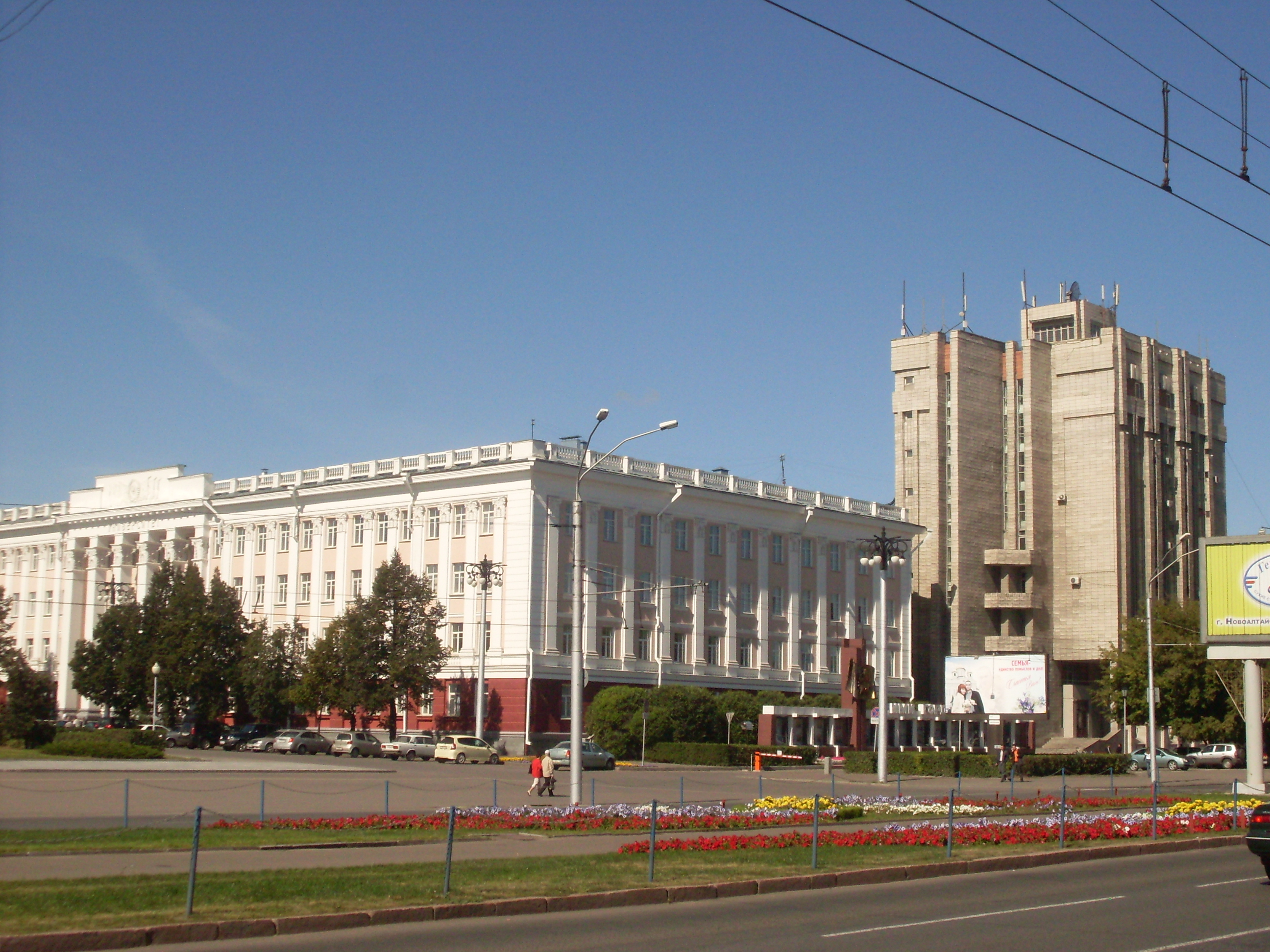
Алтайский государственный университет

На начало 2020 года в Алтайском крае 35 организаций занималось различными видами научной, проектной и изыскательской деятельности.
В 2021 году высшее образование в Алтайском крае получают в 12 государственных вузах, а также нескольких филиалах и представительствах вузов из других регионов.
Крупнейшие университеты и институты расположены в Барнауле. Среди них, Алтайский государственный университет, Алтайский государственный технический университет, Алтайский государственный аграрный университет, Алтайский государственный медицинский университет, Алтайский государственный педагогический университет, Алтайский государственный институт культуры, Алтайская академия экономики и права, Алтайский экономико-юридический институт, Алтайский институт финансового управления и Барнаульский юридический институт МВД России.
Кроме того, действуют филиалы и представительства Финансового университета при Правительстве Российской Федерации (до 2014 г. Всероссийский заочный финансово-экономический институт), Российской академии народного хозяйства и государственной службы, Алтайский институт экономики Санкт-Петербургской академии управления и экономики, Ленинградского государственного областного университета, Московского государственного университета культуры и искусств, Барнаульский филиал Современной гуманитарной академии.
В Барнауле находится 11 проектных и проектно-изыскательных институтов и их филиалов и 13 научно-исследовательских институтов.
Среди барнаульских НИИ, являющихся лидерами в своих областях: НИИ садоводства Сибири им. М. А. Лисавенко (со своим дендрарием в Нагорной части города), Институт водных и экологических проблем СО РАН, Алтайский научно-исследовательский институт технологии машиностроения, Алтайский НИИ сельского хозяйства, Алтайский НИИ водных биоресурсов и аквакультуры, Сибирский научно-исследовательский институт сыроделия.
В вузах и научно-исследовательских организациях научными исследованиями занимаются около 3700 человек, в том числе более 250 докторов наук и почти 1500 кандидатов наук.
Алтайский государственный технический университет на своей базе открыл Алтайский технополис, который объединяет предприятия наукоёмкого производства. Алтайский государственный университет организовал НИИ науковедения и глобалистики.
Барнаульский планетарий — один из старейших в России, открыт в 1950 году. В 1964 году в зале планетария установлен аппарат «Малый Цейсс» немецкой фирмы Carl Zeiss Jena.
В Бийске располагаются Алтайская государственная академия образования имени В. М. Шукшина (АГАО), Бийский технологический институт АлтГТУ, Институт проблем химико-энергетических технологий Сибирского отделения Российской академии наук (ИПХЭТ СО РАН). В настоящее время этот город является самым крупным наукоградом Российской Федерации по численности населения. Статус наукограда Российской Федерации городу был присвоен постановлением Правительства Российской Федерации от 21 ноября 2005 г. № 688 и сохранён ещё на 5 лет постановлением Правительства Российской Федерации от 29 марта 2011 г. № 216. Наравне с Барнаулом Бийск является значимым научно-образовательным центром края. Здесь сконцентрирован значительный научно-технический потенциал: высококвалифицированные кадры, современная технологическая и экспериментальная база, социально-производственная инфраструктура, обеспечивающая проведение научных исследований и разработок и получение значимых на мировом уровне научно-технических результатов. За последние пять лет высшими учебными заведениями города разработано 197 инновационных проектов, касающихся разработки боевых частей обычного снаряжения, развития и синтеза высокоэнергетических соединений, лекарственных и биологически активных субстанций, создания новых материалов, в том числе композиционных, теплоизоляционных, полимерных композиций, микромодифицированных нанодисперсными фазами, получения сверхтвёрдых материалов в кавитирующих средах и др.
В Рубцовске находится Рубцовский индустриальный институт АлтГТУ, Рубцовский институт АлтГУ и Рубцовский филиал Университета Российской академии образования. Так же в Рубцовске расположено лучшее в крае и Сибирском федеральном округе Рубцовское музыкальное училище.
В Новоалтайске расположено единственное в крае художественное училище, наравне в Рубцовским музыкальным училищем считается одним из лучших в Сибири.

## Культура

### Музыка

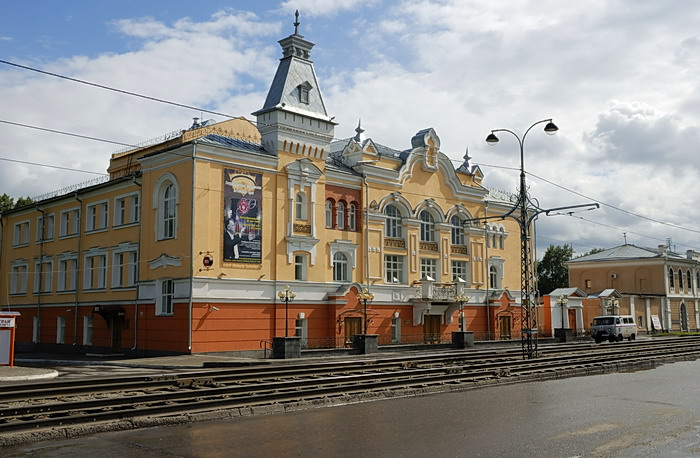
Государственная филармония Алтайского края

Традиционная национальная музыкальная культура представлена музыкой кумандинцев, населяющих южные районы, а также русских переселенцев. В Барнауле работают Алтайский краевой государственный театр музыкальной комедии и государственная филармония Алтайского края.

### Театр

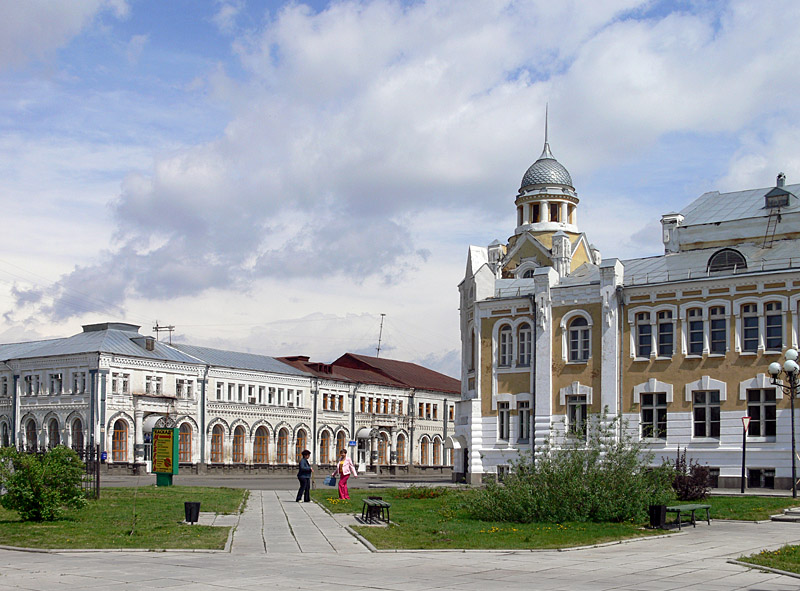
Бийский драматический театр (справа)

Большинство театров находится в Барнауле. Крупнейшие из них, Алтайский краевой государственный театр музыкальной комедии, Алтайский краевой театр драмы им В. М. Шукшина, государственный молодёжный театр Алтая. Молодёжные и экспериментальные театры представлены театром-студией «Калейдоскоп», студенческим театром «Пристройка» и Театром теней. В Бийске работает основанный в 1939 году драматический театр. В Рубцовске работает драматический театр открытый ещё в 1937 году.

### Фестивали
С 1976 года в Барнауле, Бийске и селе Сростки проводятся «Шукшинские чтения», фестиваль, посвящённый памяти писателя, актёра и режиссёра.
С 2006 года в селе Верх-Обское Смоленского района, под Бийском ежегодно проводится межрегиональный фестиваль народного творчества и спорта имени Михаила Сергеевича Евдокимова «Земляки» (с 1992 года по 2005 год, культурно-спортивный праздник проводился самим Михаилом Евдокимовым). С 2009 года фестиваль имеет статус общероссийского.

## Спорт
В игровых видах спорта Алтайский край в основном представляют команды, базирующиеся в Барнауле. Это хоккейный клуб «Динамо-Алтай» (Первенство ВХЛ; ранее в высшей лиге выступал ныне расформированный клуб «Мотор», футбольный клуб «Динамо» (второй дивизион), футбольный клуб «Полимер» (третий дивизион России) волейбольный клуб «Университет» (лига А), клуб по хоккею на траве среди женщин «Коммунальщик», команда по баскетболу «Алтайбаскет» и др. В Бийске ранее существовал футбольный клуб «Прогресс» выступавший в разные годы во 2-й лиге первенств СССР и России. В Рубцовске существует один из старейших клубов Алтайского края Торпедо (футбольный клуб, Рубцовск) выступающий в настоящее время в краевых чемпионатах. В настоящее время в третьем дивизионе России выступают «Полимер» из Барнаула и молодёжный состав барнаульского «Динамо». Среди любительских коллективов проводятся чемпионаты Алтайского края по баскетболу, хоккею и футболу, а также олимпиады среди сельских спортсменов. Капитан сборной России по футболу в 2004—2005 Алексей Смертин родился и начинал занятия футболом в Барнауле. Здесь им основана спортивная детско-юношеская школа олимпийского резерва (СДЮШОР) по футболу.
В индивидуальных видах спорта высоких достижений добились такие алтайские спортсмены как Татьяна Котова (бронзовая призёрка Олимпийских игр 2000 и 2004 по прыжкам в длину), Сергей Клевченя (серебряный и бронзовый призёр Олимпийских игр 1994 в конькобежном спорте), Алексей Тищенко (золото на Олимпийских играх 2000 в боксе) и т. д. Всего в период с 1952 по 2008 годы на зимних и летних олимпиадах спортсмены-уроженцы Алтайского края завоевали 8 золотых, 10 серебряных и 4 бронзовые медали. Основная спортивная инфраструктура сосредоточена в крупнейших городах региона: в Барнауле имеется дворец зрелищ и спорта имени Германа Титова, спортивный комплекс «Обь», стадионы, спортзалы, плавательные бассейны, ипподром, лыжные базы, тиры; в Славгороде, Заринске и Бийске спорткомплексы и небольшие футбольные стадионы.

## Средства массовой информации

### Телевидение
Цифровое эфирное телерадиовещание в формате DVB-T2 в Алтайском крае ведётся филиалом РТРС «Алтайский КРТПЦ». Филиал обеспечивает 97,75 % населения Алтайского края 20-ю бесплатными цифровыми эфирными телеканалами: Первый канал, Россия-1, Матч ТВ, НТВ, Пятый канал, Россия К, Россия 24, Карусель (телеканал), Общественное телевидение России, ТВ Центр, Рен-ТВ, Спас, СТС, Домашний, ТВ-3, Пятница!, Звезда, Мир, ТНТ, Муз-ТВ и радиостанциями «Радио России», «Маяк» и «Вести ФМ». Аналоговое вещание федеральных каналов было полностью прекращено 3 июня 2019 года.

## Связь

### Мобильная связь
В Алтайском крае действуют сети сотовой связи следующих мобильных операторов:
- Билайн (ПАО «Вымпел-Коммуникации»)
- МТС
- Ростелеком
- Tele2
- МегаФон

### Интернет-провайдеры
- Билайн (ПАО «Вымпел-Коммуникации»)
- Ростелеком
- ТТК
- МТС
- Flynet Телеком
- Сибсети
- Flynet телеком
- WiFi-on
- Дом.ру